# Frederik VII's Bro (Sønderborg)
Frederik VII's Bro var en 230 meter lang pontonbro over Als Sund i Sønderborg fra Jylland til Als, som blev indviet den 21. september 1856 og som var i funktion til 1930. Dele af brofagene kunne skubbes til side ved gennemsejling. Pontonbroen blev kappet og ødelagt efter Slaget ved Dybbøl den 18. april 1864. 
Åbning og lukning af broen skete i den første tid ved at en sektion på tre pontoner blev trukket til siden med håndkraft. Senere blev åbningen gjort større og den blev betjent af et dampdrevet spil, senere af et elektrisk spil.
Skulle man over pontonbroen, betaltes der bropenge undtagen om søndagen, hvor der var kirkegang. Folkevandringen hver søndag gjorde, at Sundeved-siden i folkemunde fik navnet "Den kristne side".
Broen blev 1930 erstattet af jernbane og vejbroen Kong Christian den X's Bro og senere 1981 af Alssundbroen.